# Buganderl-Keller
Buganderl-Keller ist ein Gemeindeteil der Stadt Greding im Landkreis Roth (Mittelfranken, Bayern). Buganderl-Keller liegt in der Gemarkung Greding.

## Lage
Die Einöde liegt gut fünfhundert Meter südlich des historischen Stadtkerns auf der gegenüberliegenden Seite der Bundesautobahn 9. Offiziell handelt es sich um eine Einöde an der Kraftsbucher Straße.

## Geschichte und Namensgebung
Ursprünglich handelte es bei dem Gemeindeteil um einen Bierkeller einer am Marktplatz liegenden Brauerei mit dem Hausnamen Buganderl, dem heutigen Gasthof Zur Krone. In älteren Karten wird er einfach auch nur Keller genannt. Der Brauerei-Hausname Buganderl leitet sich vom Namen des früheren Besitzers, dem Brauer Andreas Bug her. In der Zeit nach dem Zweiten Weltkrieg übernahm einer der Brüder das Gasthaus im Stadtinnern, während der andere Bruder beim alten Bierkeller eine eigene Gaststätte aufbaute – das heutige „Hotel, Restaurant & Camping Bauer-Keller“.
In der Nähe ist das Verbreitungsgebiet die Gredinger Mehlbeere.